# Pista de tenis dura

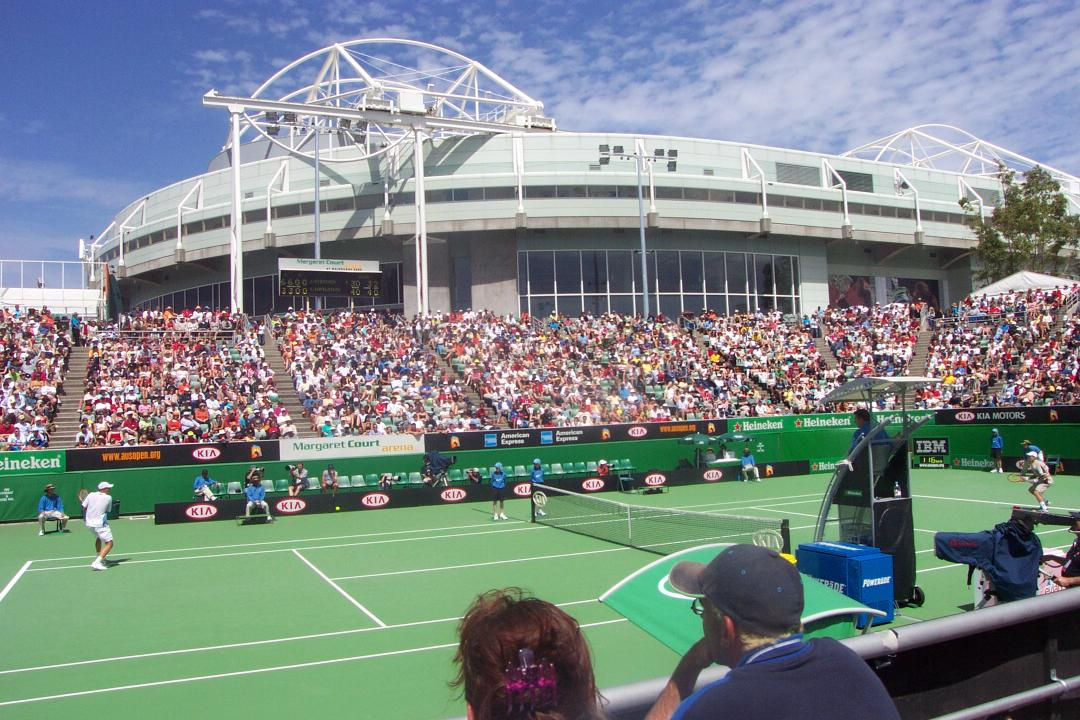
Una vista de la pista dura del Rebound Ace color verde, utilizada en el Abierto de Australia desde 1989 hasta 2007.

La pista de tenis dura, también llamada sintética o rápida, es aquella pista de tenis que está hecha de cemento, plástico o asfalto, y se considera superficie media o rápida, donde los botes bajos y rápidos hacen que los puntos sean cortos, y los jugadores con un servicio duro y potente tienen cierta ventaja. Las pistas duras pueden variar en velocidad, son más rápidas que las de tierra batida pero no tanto como las de hierba. Estas pistas no pueden ser consideradas como las más equitativas para todos los tipos de jugadores ya que los jugadores con servicio duro y potente tienen ventaja. El Abierto de Estados Unidos se juega sobre DecoTurf, un tipo de pista dura acrílica, mientras que el Abierto de Australia se juega sobre Plexicushion (antes en Rebound Ace), una pista dura sintética. Otros torneos optan por GreenSet, como el ATP Finals.
La principal diferencia entre las superficies de las pistas duras como DecoTurf, Rebound Ace o GreenSet es su nivel de dureza. Mientras que la primera sería la más dura, Rebound Ace sería la más blanda y la GreenSet ofrecería un nivel intermedio. Cuando la pelota bota en estas superficie gran parte de la velocidad de la pelota es absorbida por la superficie por lo que se frena. En las pistas rápidas la pérdida de velocidad es despreciable porque estas pistas ofrecen menos amortiguación al bote de la pelota.
La cantidad de arena que se usa en la pintura de la pista también determina su velocidad. Más arena significa menos velocidad. El coeficiente de fricción también se puede modificar y más fricción produce los efectos de las pistas de tierra batida, donde el topspin se aumenta. El mayor agarre de la pista hace que también sea peligrosa para los movimientos de los jugadores ya que provoca lesiones.
En la clasificación de la Federación Internacional de Tenis, las superficies Rebound Ace son del tipo 3 (velocidad media) y 4 (media-rápida) pero la DecoTurf es de tipo 3 (velocidad media). GreenSet con su compuesto MTC para pistas provisionales permite adaptar la velocidad a las demandas de cada organizador y está homologada en las categorías 2, 3 y 4.
Es la superficie preferida en Australia, Estados Unidos y Japón, entre otros.

## Torneos
Los torneos más conocidos que se disputan sobre esta superficie son los siguientes:

### Grand Slams
- Abierto de Australia
- Abierto de Estados Unidos

### ATP Tour Finals y WTA Finals
- ATP World Tour Finals
- WTA Finals

### Masters 1000
- Masters de Indian Wells
- Masters de Miami
- Masters de Canadá
- Masters de Cincinnati
- Masters de Shanghái
- Masters de París